# Sepp Straka
Josef „Sepp“ Straka (* 1. Mai 1993 in Wien) ist ein professioneller österreichischer Golfspieler. Er spielt auf der nordamerikanischen PGA Tour, auf der er bereits vier Turniersiege erreicht hat. Insgesamt hat er auf der PGA-Tour schon knapp 27,5 Mio. US-Dollar an Preisgeldern erspielt (Stand 1. Juni 2025). Neben der österreichischen Staatsbürgerschaft hält er auch die US-amerikanische.

## Kindheit und Familie
Sepp Straka wurde in Wien als Sohn des österreichischen planenden Baumeisters Peter Straka und der US-Amerikanerin Mary Straka geboren. Seine Eltern lernten sich in einem Golfshop in Salzburg kennen, wo Mary arbeitete und Peter ein Paar Golfhandschuhe kaufte. Die Familie zog 2007, als Sepp 14 Jahre alt war, nach Valdosta, Georgia, USA. Sepp hat einen eineiigen Zwillingsbruder namens Sam, der ebenfalls Golf spielte und mit ihm gemeinsam im College-Team aktiv war.

## Werdegang
Straka lernte das Golfspiel beim Golfclub Fontana in Oberwaltersdorf. Als Jugendlicher zog er nach Valdosta, Georgia, wo er zunächst die High School und anschließend die University of Georgia besuchte. Die Universität schloss Straka mit einem Abschluss in BWL ab.
2017 spielte er erste Profiturniere auf der zweitklassigen Web.com Tour, wo er 2018 sein erstes Turnier gewann. Für das Jahr 2019 qualifizierte er sich als erster Österreicher für die nordamerikanische PGA Tour. Sein erstes Major spielte er bei US Open 2019.
Bei den Olympischen Spielen 2020 in Tokio wurde er 2021 geteilter Zehnter.
2022 gewann er im Rahmen der Honda Classic als erster Österreicher ein Turnier der PGA Tour.
2023 wurde er bei der PGA Championship geteilter Siebter.
2023 wurde er bei der 151. Open Championship geteilter Zweiter, das war sein bisher bestes Resultat bei einem Major-Turnier.
2023 war er Mitglied der europäischen Mannschaft beim Ryder Cup und konnte mit ihr als erster Österreicher den Cup gewinnen.
2025 stieg er nach zwei weiteren Turniersiegen auf der PGA Tour als erster Österreicher in die Top Ten der Golfweltrangliste auf.

## Privates
Im September 2021 heiratete Sepp seine langjährige Partnerin Paige Dean. Die beiden lernten sich 2017 bei einem College-Football-Spiel zwischen ihren Alma Mater-Teams, den Georgia Bulldogs und den Auburn Tigers, kennen. Paige, die einen Bachelor- und Masterabschluss in Rechnungswesen von der Auburn University besitzt, arbeitet als Senior Acquisitions Manager bei Southern Veterinary Partners in Birmingham, Alabama.
Im Dezember 2023 wurde ihr erster Sohn, Leo, geboren. Die Familie lebt in Vestavia Hills, Alabama. Paige begleitet Sepp häufig zu Turnieren und unterstützt ihn bei seinen sportlichen Erfolgen.
Obwohl Sepp seit seiner Jugend in den USA lebt, repräsentiert er Österreich mit Stolz auf der internationalen Golfbühne und pflegt enge Beziehungen zu seiner Heimat.

## Turniersiege (5)

### PGA-Tour-Siege (4)
- 2022: The Honda Classic (erster österreichischer PGA-Titel-Gewinner)
- 2023: John Deere Classic
- 2025: The American Express,[12] Truist Championship

### Web.com-Tour-Siege (1)
- 2018: KC Golf Classic

## Teamwettbewerbe
- Ryder Cup: 2023

## Resultate bei Major Championships
| Tournament        | 2019 | 2020 | 2021 | 2022 | 2023 | 2024 | 2025 |
| ----------------- | ---- | ---- | ---- | ---- | ---- | ---- | ---- |
| Masters           |      |      |      | T30  | T47  | T16  | CUT  |
| PGA Championship  |      | T66  |      | 78   | T7   | CUT  | CUT  |
| US Open           | T28  |      |      | CUT  | CUT  | T56  | CUT  |
| Open Championship |      | KT   |      | CUT  | T2   | T22  | T52  |

KT = Kein Turnier (Ausfall wegen Covid-19)